# Powiat Sashima
Powiat Sashima (jap. 猿島郡 Sashima-gun) – powiat w Japonii, w prefekturze Ibaraki. Ma powierzchnię 69,70 km². W 2020 r. mieszkały w nim 32 294 osoby, w 11 635 gospodarstwach domowych  (w 2010 r. 35 124 osoby, w 10 838 gospodarstwach domowych) .

## Miejscowości
- Goka
- Sakai

## Historia[4]

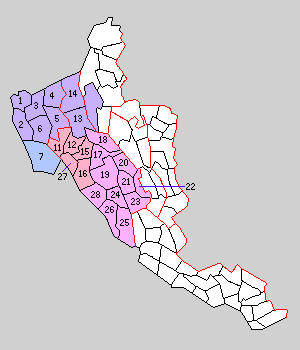
Powiat Sashima (1889 r.)

- Powiat został założony 2 grudnia 1878 roku. Wraz z utworzeniem nowego systemu administracyjnego 1 kwietnia 1889 roku powiat Sashima został podzielony na 1 miejscowość i 17 wiosek[5].
- 1 kwietnia 1896 – powiat Sashima powiększył się o teren powiatu Nishikatsushika: miejscowość Koga i wioski Shingō, Katsushika, Okagō, Sakurai, Katori i Goka. (2 miejscowości, 23 wioski)[6]
- 4 lipca 1900 – wioska Iwai zdobyła status miejscowości. (3 miejscowości, 22 wioski)
- 1 lipca 1932 – część wsi Shingō została połączona z wioską Kawabe (powiat Kitasaitama, prefektura Saitama).
- 1 sierpnia 1950 – miejscowość Koga zdobyła status miasta. (2 miejscowości, 22 wioski)
- 20 marca 1954 – wioska Kutsukake zdobyła status miejscowości. (3 miejscowości, 21 wiosek)
- 1 lutego 1955 – wioski Oigosuge i Sakaiyama połączyły się tworząc wieś Tomisato. (3 miejscowości, 20 wiosek)
- 11 lutego 1955 – wioski Kōjima, Yamata oraz Nasaki z powiatu Yūki utworzyły wioskę Sanwa. (3 miejscowości, 19 wiosek)
- 1 marca 1955 – miejscowość Iwai powiększyła się o wioski Nakagawa, Nanagō, Kamiōmi, Iijima, Yumata, Nanae i Nagasu. (3 miejscowości, 12 wiosek)
- 15 marca 1955 – wioska Shingō została włączona do miasta Koga. (3 miejscowości, 11 wiosek)
- 16 marca 1955: (3 miejscowości, 4 wioski)
  - w wyniku połączenia wiosek Katsushika, Okagō, Sakurai i Katori powstała wioska Sōwa.
  - miejscowość Sakai powiększyła się o teren wiosek Shizuka, Nagata, Sashima i Morito.
- 1 kwietnia 1956 – miejscowość Kutsukake połączyła się z wioską Tomisato i zmieniła nazwę na Sashima. (3 miejscowości, 3 wioski)
- 1 stycznia 1968 – wioska Sōwa zdobyła status miejscowości. (4 miejscowości, 2 wioski)
- 1 stycznia 1969 – wioska Sanwa zdobyła status miejscowości. (5 miejscowości, 1 wioska)
- 1 kwietnia 1972 – miejscowość Iwai zdobyła status miasta. (4 miejscowości, 1 wioska)
- 1 czerwca 1996 – wioska Goka zdobyła status miejscowości. (5 miejscowości)
- 22 marca 2005 – miejscowość Sashima połączyła się z miastem Iwai tworząc miasto Bandō. (4 miejscowości)[7]
- 12 września 2005 – miejscowości Sanwa i Sōwa zostały włączone w teren miasta Koga. (2 miejscowości)[8]